# Ghoul Patrol
Ghoul Patrol é um jogo eletrônico para o SNES de ação-aventura e a sequência do jogo Zombies Ate My Neighbors, ambos produzidos pela LucasArts. Ghoul Patrol foi lançado e distribuído em novembro de 1994 pela LucasArts Entertainment, tendo como publicadora a Japan Victor Company. O jogo tem como protagonistas Zeke e Julia, os dois personagens do jogo anterior, Zombie Ate My Neighbors.
O jogo segue Zeke e Julia, que devem salvar sua cidade que está sendo invadida por fantasmas e demônios que ganharam vida em uma exposição de terror. Eles devem passar por vários desafios, separados em cinco diferentes locais temáticos (metrópole, oriental, caribenho, medieval e infernal) enquanto lutam por suas vidas contra uma variedade de monstros, desde espíritos ninjas até os clássicos zumbis.
Ghoul Patrol foi produzido por Kalani Streicher, que também foi o designer, e Andrew Carter, da Motion Pixel, empresa que teve a licença do motor do primeiro jogo para produzir este.

## Jogabilidade
Ghoul Patrol segue uma linha semelhante ao do anterior, Zombies Ate My Neighbors, considerando que o mesmo motor foi utilizado na produção de ambos. No início o jogador deve escolher, caso esteja jogando no modo single player, entre Zeke ou Julie, mas caso esteja jogando no modo cooperativo cada jogador será um dos protagonistas. O jogador inicia com uma arma padrão, uma besta, que possui munição infinita. Ao longo do jogo estão espalhadas várias outras armas, como atiradores de plasma e pistolas d'água que possuem uma munição limitada, além de itens de suporte, como kit de primeiros socorros e poções especiais, que podem transformar o jogador de maneira a dar vantagem a este.
O jogo consiste de um total de quinze níveis, divididos de maneira que as áreas metrópole, oriental e caribe possuam quatro fases cada, a área medieval possua duas fases e o inferno possua apenas uma. Ao final de cada área o jogador deve enfrentar um chefe para poder prosseguir.

## História
Zeke e Julie resolvem visitar uma biblioteca, onde está ocorrendo uma exposição especial sobre livros de fantasmas e demônios da era antiga. Ao entrarem, eles se deparam com um baú que começa a brilhar. O baú abre sozinho e de lá sai um livro de aparência muito antiga. Achando que eram apenas efeitos especiais, Zeke e Julie decidem abrir o livro para descobrir do que o ele se trata. Está escrito no livro que o leitor deve tomar cuidado com os fantasmas e outras criaturas, apesar de apenas quererem se divertir.
No livro que eles abriram estava também escrito que para as criaturas se divertirem é preciso de um garoto e uma garota e que a frase "It is ghost and demon time" fosse lida ao contrário (emit nomed dna tsohg si ti). Zeke e Julie leem juntos a frase e libertam um demônio que pretende dominar todos os tempos daquele mundo. Julie se assusta, mas Zeke promete enfrentar esse demônio e devolvê-lo de volta a onde pertence.